# یفیم گبکین
یفیم بوریسی گبکین (ارمنی: Եֆիմ Բորիսի Գենկին؛ انگلیسی: Yefim Gebkin؛ زادهٔ ۱۸۹۶ - درگذشته ۱۹۳۷) یک سیاستمدار اهل ارمنستان است که از تاریخ ۲۶ ژوئیه ۱۹۲۱ تا تاریخ ۲۵ مه ۱۹۲۲ سمت وزیر دارایی ارمنستان شوروی را برعهده داشت.

## زندگی‌نامه
در ۱۸۹۶ به دنیا آمد  وی در ۱۹۳۷ در سن ۴۱ سالگی در جریان پاکسازی بزرگ تیرباران شد.